# Bjurtjärnen (Fjällsjö socken, Ångermanland)
Bjurtjärnen är en sjö i Strömsunds kommun i Ångermanland och ingår i Ångermanälvens huvudavrinningsområde. Sjön har en area på 0,0462 kvadratkilometer och ligger 273,2 meter över havet.

## Delavrinningsområde
Bjurtjärnen ingår i det delavrinningsområde (708046-151822) som SMHI kallar för Ovan Moggsjöbäcken. Medelhöjden är 282 meter över havet och ytan är 18,24 kvadratkilometer. Räknas de 2 avrinningsområdena uppströms in blir den ackumulerade arean 35,06 kvadratkilometer. Kråkån som avvattnar avrinningsområdet har biflödesordning 3, vilket innebär att vattnet flödar genom totalt 3 vattendrag innan det når havet efter 153 kilometer. Avrinningsområdet består mestadels av skog (77 procent). Avrinningsområdet har 0,19 kvadratkilometer vattenytor vilket ger det en sjöprocent på 1 procent.